# (22724) Byatt
(22724) Byatt est un astéroïde de la ceinture principale.

## Description
(22724) Byatt est un astéroïde de la ceinture principale. Il fut découvert le 17 septembre 1998 à la station Anderson Mesa par le programme LONEOS. Il présente une orbite caractérisée par un demi-grand axe de 3,22 UA, une excentricité de 0,11 et une inclinaison de 2,8° par rapport à l'écliptique.

## Compléments